# زیربنا
زیربنا (به انگلیسی: Substructure) در یک ساختمان، بار ساختمان را به زمین منتقل می‌کند و آن را به صورت افقی از زمین جدا می‌کند. این شامل پایهها و دیوارهای حائل زیرزمین می‌شود. از روبنا متمایز می‌شود. از ساختمان در برابر نیروهای باد، بالا آمدن، فشار خاک و غیره محافظت می‌کند. سطح صاف و محکمی را برای ساخت روبنا فراهم می‌کند. همچنین از نشست نابرابر یا متمایز جلوگیری می‌کند و پایداری ساختمان را در برابر لغزش، واژگونی، تضعیف ناشی از آب سیل یا حفاری جانوران تضمین می‌کند.